# Diplurodes sugillata
Diplurodes sugillata là một loài bướm đêm trong họ Geometridae.